# Arquibaldo Campbell, 5.º Conde de Argyll
Arquibaldo Campbell, 5.º Conde de Argyll (1538 – 12 de setembro de 1573) foi uma das principais figuras políticas da Escócia durante o reinado de Maria, rainha da Escócia, e no início do de Jaime VI.

## Início
Sucedeu seu pai Arquibaldo Campbell, 4.º Conde de Argyll (c. 1507-1558), no condado em 1558, e a herança de Argyll fez dele um dos magnatas mais poderosos do reino. Um protestante devoto, logo se tornou um dos líderes dos Lordes da Congregação (um grupo de nobres protestantes escoceses, que em meados do século XVI foram favoráveis à reforma da igreja dentro dos princípios protestantes e uma aliança entre a Escócia e a Inglaterra) juntamente com seu cunhado, Lorde James Stuart, filho ilegítimo de Jaime V da Escócia. Os dois homens negociaram com Sir William Cecil a garantia inglesa na ajuda contra a regente, Maria de Guise, e foram em grande parte responsáveis pela negociação do Tratado de Edimburgo em 1560, que viu o triunfo da Congregação e a retirada das tropas francesas e inglesas da Escócia.

## Declínio
Com o retorno da jovem rainha para a Escócia em 1561, Argyll e Stuart, agora Conde de Moray, mantiveram seus papéis de destaque no reino, continuando a dar prosseguimento a uma política de aproximação com a Inglaterra. Sua primazia chegou ao fim em 1565, com o casamento da rainha com Henrique Stuart, Lorde Darnley, cujas reivindicações ao trono inglês não o tornavam agradável perante Elizabeth I da Inglaterra, levando Argyll e outros líderes protestantes a se revoltarem contra sua atitude. Quando os ingleses não foram eficientes na ajuda a seus aliados escoceses, Argyll, foi o único dos rebeldes a ser autorizado permanecer no Reino, devido à sua influência ainda muito forte nas Terras Altas. O fracasso inglês no auxílio à sua facção política deu início à desilusão de Argyll para com a sua política anterior de aproximação com a Inglaterra.

## Colaboração com o conde de Moray
Nos dois anos que se seguiram, porém, as mudanças nas políticas de Argyll foram sutis, e ele permaneceu próximo a seu velho amigo Moray. Argyll teve participação nos assassinatos de David Rizzio em 1566 e de Henrique Stuart, Lorde Darnley em 1567, e ficou revoltado com o casamento da rainha com James Hepburn, 4.º Conde de Bothwell. Ele se uniu a Moray e a outros líderes protestantes na luta contra Maria e Bothwell naquele ano, que resultou na captura da rainha em Carberry Hill, mas rompeu com seus antigos aliados sobre a questão de depor a rainha.

## Cargos
Com a fuga de Maria da prisão em 1568, Argyll se tornou o líder do Partido da Rainha, e comandou o exército de Maria na derrota em Langside, onde demonstrou pouca habilidade militar. Continuou a defender a causa da rainha após sua fuga para a Inglaterra, mas, posteriormente, reconciliado com o regente Lennox em 1571, deu o seu apoio ao partido do rei, como um meio de restaurar a paz e diminuir a intromissão inglesa nos assuntos escoceses. Foi nomeado para o Conselho Privado naquele ano, e se tornou Lorde Chanceler da Escócia em 1572.

## Ulster
Argyll, no seu papel de líder do clã Campbell, esteve também fortemente envolvido na política de Ulster durante a década de 1560. Embora inicialmente empenhado em uma aliança com os ingleses para garantir os seus direitos sobre as terras pertencente às famílias O'Donnell e Sorley Boy MacDonnell contra a invasão dos irlandeses O'Neill, a má vontade dos ingleses em prestar-lhe ajuda fez com que orquestrasse uma aliança matrimonial entre os três clãs rivais de Ulster, que acabaria por ter efeitos importantes sobre a história da Irlanda com a erupção da rebelião de Hugh O'Neill na década de 1590.

## Morte
Argyll morreu em 1573, sem deixar descendente do sexo masculino, e foi sucedido por seu meio-irmão Colin. Primeiro se casou com Lady Jean Stewart, filha de Jaime V da Escócia e de Elizabeth Bethune. Sua segunda esposa foi Janet Cunningham, filha do Conde de Glencairn, que morreu em 1585. Janet Cunningham deu à luz o filho natimorto do conde já falecido em junho de 1574.

## Leituras adicionais
- Jane Dawson. The Politics of Religion in the Age of Mary, Queen of Scots: The Earl of Argyll and the Struggle for Britain and Ireland. Cambridge, 2002.